# PHYLIP
PHYLIP (PHYLogeny Inference Package) — программное обеспечение для построения филогенетических деревьев. Пакет состоит из 35 программ, которые не имеют графического интерфейса. Входящие данные представлены в собственном формате PHYLIP. Файл outtree, содержащий дерево, представлен в универсальном Ньюик-формате.
С сентября 1980 года, момента первого выхода программы, имеет более 28 000 официально зарегистрированных пользователей.
Существует ряд программных продуктов, предоставляющих графический интерфейс к функционалу PHYLIP. На русском языке бесплатно распространяется система UGENE, позволяющая строить деревья по алгоритмам PHYLIP, визуализировать их, а также сохранять в формате Newick.

## Программы PHYLIP
| Названия программы | Описание программы |
| ------------------ | --- |
| protpars           | Оценивает филогению белковых последовательностей при помощи метода максимальной бережливости. |
| dnapars            | Оценивает филогению ДНК последовательностей при помощи метода максимальной бережливости. |
| dnapenny           | ДНК метод ветвей и границ. Ищет все наиболее экономные филогении для аминокислотных последовательностей. |
| dnamove            | Интерактивное построение филогении из аминокислотных последовательностей, оценка при помощи метода максимальной экономии для ДНК. |
| dnacomp            | Оценка филогении по данным аминокислотных последовательностей при помощи критерия совместимости. |
| dnaml              | Оценивает филогению по нуклеотидным последовательностям используя метод максимального правдоподобия. |
| dnamlk             | ДНК метод максимального правдоподобия с молекулярными часами. |
| proml              | Оценивает филогению по последовательностям аминокислот при помощи метода максимального правдоподобия. |
| promlk             | Метод максимального правдоподобия с молекулярными часами для белковых последовательностей. |
| restml             | Оценка филогении методом максимального правдоподобия с использованием информации о сайтах рестрикции (присутствие или отсутствие индивидуальных сайтов). |
| dnainvar           | Для данных о последовательности нуклеиновой кислоты по четырем видам, вычисляет филогенетические инварианты Lake's и Cavender's, которые проверяют альтернативную топологию дерева. |
| dnadist            | Метод расстояний для ДНК, который считает по аминокислотным последовательностям 4 разные дистанции между особями. Расстояние затем может быть использовано в программах с матрицами расстояний. |
| protdist           | Оценка расстояния по методу наибольшего правдоподобия. |
| restdist           | Расстояния, рассчитанные по данным о сайтах рестрикции или данных о фрагментах рестрикции. |
| seqboot            | Читает данные и выдает набор данных при помощи статистического бутстрэпа. |
| fitch              | Метод матрицы расстояния Fitch-Margoliash. Оценка филогении по данным о матрице расстояния при помощи "модели совокупного дерева", согласно которой расстояния, как ожидается, будут равняться суммам длин ветвей между видами. |
| kitsch             | Метод матрицы расстояния Fitch-Margoliash с молекулярными часами. Оценка филогении по данным о матрице расстояния при помощи "ультраметрической" модели, которая совпадает с моделью совокупного дерева, за исключением того, что во внимание приняты эволюционные часы.                                                                                     |
| neighbor           | Реализация метода Neighbor-Joining (метода присоединения соседей) и метода UPGMA (метод невзвешенной попарной группировки с усреднением). |
| contml             | Оценивает филогению по данным частоты генов методом максимального правдоподобия (все различия из-за дрейфа генов в отсутствие новых мутаций). Эта программа также может проводить анализ методом максимального правдоподобия признаки, которые эволюционируют как модель броуновского движения, предполагая, что признаки эволюционируют с равной скоростью. |
| contrast           | Читает дерево из файла и выдает независимый различия для признаков, чтобы затем использовать их в многопеременной статистикой. |
| gendist            | Программа генетических расстояний, которая считает т по одной из трех формул генетических расстояний используя данный о частоте генов. |
| pars               | Неупорядоченный метод бережливости со многими состояниями, рассматривающий отдельные признаки. |
| mix                | Оценка филогении некоторыми методами бережливости для дискретных признаков с двумя состояниями (0 и 1). Позволяет использовать метод бережливости Вагнера, метод бережливости Camin-Sokal или их произвольную комбинацию. |
| penny              | Разделение или связывание смешанных методов, которые находят все большую бережливость филогении для данных по отдельным признакам с двумя состояниями, для метода Вагнера, Camin-Sokal, и смешанных критериев бережливости используется метод ветвей-и-границ точного поиска.                                                                                |
| move               | Интерактивное конструирование филогении от данных по отдельным признакам с двумя состояниями (0 и 1). Оценивает бережливость и критерии совместимости той филогении и показывает восстановленные состояния по всему дереву. |
| dollop             | Оценка филогении при помощи Dollo или критериями бережливости полиморфизма данных об отдельных признаках с двумя состояниями (0 и 1). |
| dolpenny           | Находит все большинство бережливой филогении для данных отдельных признаков с двумя состояниями, для Dollo или критериев бережливости полиморфизма, используется метод ветвей-и-границ точного поиска. |
| dolmove            | Интерактивное конструирование филогении от данных об отдельном признаке с двумя состояниями (0 и 1) используя Dollo или критерии бережливости полиморфизма. Оценивает бережливость и критерии совместимости филогении и показывает восстановленные состояния по всему дереву.                                                                                |
| clique             | Находит самую многочисленную клику взаимно совместимых знаков и филогению, которую они рекомендуют для данных об отдельном признаке с двумя состояниями (0 и 1). Самая многочисленная клика (или все клики в пределах данного диапазона самого большого размера) находятся очень быстрым методом поиска ветвей и связей.                                     |
| factor             | Перекодирующая программа признака, которая берет дискретные данные со многими состояниями с признаком состояния деревьев и производит соответствующий набор данных с двумя состояниями (0 и 1). |
| drawtree           | Программа рисует не укорененное дерево подобно drawgram. |
| consense           | Консенсусная программа дерева, которая вычисляет консенсус дерева при помощи метода majority-rule consensus tree, который также позволяет легко находить строгий консенсус дерева. |
| treedist           | Вычисляет Robinson-Foulds симметричные различия расстояний между деревьями , которые допускают различия в топологии дерева. |
| retree             | Интерактивная программа перестройки дерева, которая читает в дереве (с длинами ветвей, если необходимо) и позволяет вам переукоренять дерево, щелкать ветвями, менять имена видов и длины ветвей, и затем выписывать результат. Может использоваться, чтобы конвертировать укорененные и не укорененные деревья между собой.                                 |